# Johannes Evert Hendrik Akkeringa

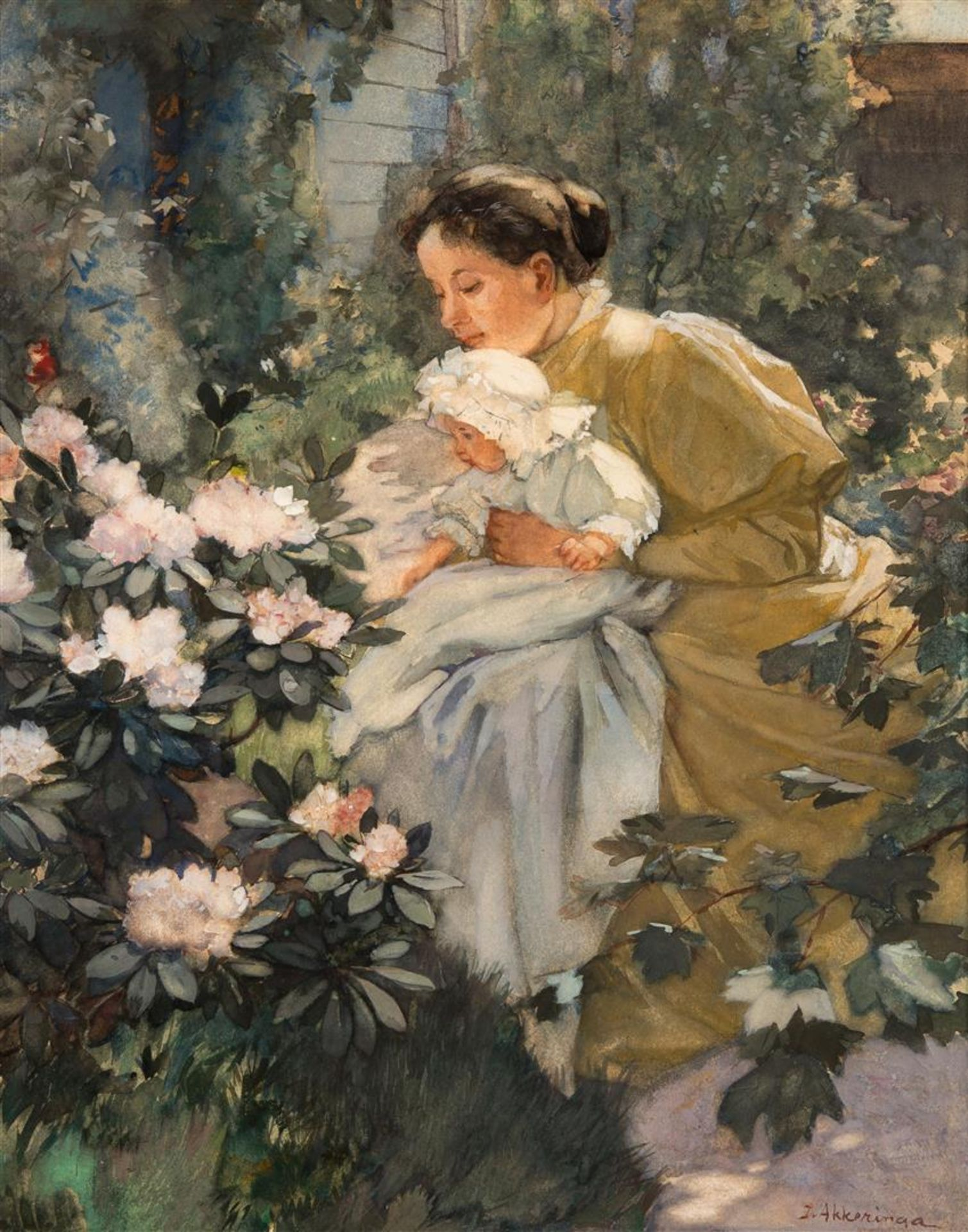
Bewunderung der Blumen

Johannes Evert Hendrik Akkeringa (* 17. Januar 1861 in Blinjoe in Niederländisch-Indien; † 12. April 1942 in Amersfoort) war ein niederländischer Maler. Er gilt als Mitglied der zweiten Generation der Haager Schule.

## Leben
Akkeringa war ab dem Frühling 1878 Student an der Koninklijke Academie van Beeldende Kunsten in Den Haag. Dort freundete er sich mit seinen Kommilitonen Willem de Zwart (1862–1931), Floris Verster (1861–1927) und Marius Bauer (1867–1932) an. Es ist wahrscheinlich, dass Akkeringa in dieser Zeit den Künstler Isaac Israëls (1865–1934) kennenlernte. Von August 1886 bis Dezember 1887 studierte er an der Academie voor Beeldende Kunsten Rotterdam.
Akkeringa lebte und arbeitete in Rotterdam bis 1887, in Den Haag, Heeze, Scheveningen und Voorburg sowie ab 1939 in Amersfoort. Er malte Stillleben, Landschaften und Strandansichten.
Er war Mitglied von „Pulchri Studio“ in Den Haag und „Arti et Amicitiae“ in Amsterdam. Er nahm ab 1887 an den Ausstellungen in Amsterdam, Rotterdam und Den Haag teil. Zu seinen Schülern gehörten u a. J.A. Faure, M.J.A. Faure, G.H. de Groot, H.G. Numans und G.A.H. Stigter.